# Церемониальное графство (Англия)

Церемониальные графства на карте

Церемониальным графством (англ. ceremonial county) в Англии называется графство, которым управляет назначенный лорд-наместник. В настоящее время, согласно Акту о наместниках от 1997 года, в Англии насчитывается 48 церемониальных графств.

## История
Различие между церемониальными и административными графствами сложилось исторически. В некоторых случаях важный город становился отдельным церемониальным городом-графством, независимым от графства, на территории которого он располагался. Также на территории одного административного района могло образоваться несколько церемониальных графств: например, территория исторического графства Йоркшир была разделена на трети, каждая из которых является церемониальным графством.
Термин «церемониальное графство» является анахронизмом, так как на картах и в Законе о местном самоуправлении 1888 года церемониальные графства значились как «графства».